# Apsil spatulata
Apsil spatulata är en tvåvingeart som beskrevs av Malloch 1934. Apsil spatulata ingår i släktet Apsil och familjen husflugor. Inga underarter finns listade i Catalogue of Life.